# HC Dukla KAV Hurban Senica
Le HC Dukla KAV Hurban Senica est un club de hockey sur glace de Senica en Slovaquie. Il évolue dans la 1.liga, le second échelon slovaque.

## Historique
Le club est créé en 1978.

## Palmarès
- Vainqueur de la 2.liga: 1992.